# Julia Kijowska
Julia Kijowska (Varsavia, 16 marzo 1981) è un'attrice polacca.
Tra i suoi film più importanti si possono ricordare In Darkness (2011), Pod Mocnym Aniołem (2014) e Le donne e il desiderio (2016).

## Biografia e carriera
Julia Kijowska è nata nel marzo 1981 a Varsavia.  Figlia del regista polacco Janusz Kijowski,  ha completato la sua formazione come attrice nel 2005 presso l'Accademia nazionale d'arte drammatica Aleksander Zelwerowicz e ha iniziato a recitare in produzioni teatrali. Dal 2006 al 2012 è stata affiliata al Dramatic Theatre in Warsaw e dal 2013 al Teatr Ateneum.  A partire dal 2008 è apparsa in produzioni cinematografiche polacche, debuttando in un lungometraggio con ruoli in 0_1_0 e Boisko bezdomnych. Ha poi recitato in In Darkness (2011), Pod Mocnym Aniołem (2014) e Le donne e il desiderio (2016). 

## Premi
Nel 2007, Julia Kijowska ha ricevuto il premio "Feliks Warszawski" nella categoria: miglior ruolo femminile protagonista per il ruolo di Una nella pièce Blackbird. Il lavoro di Kijowska è stato riconosciuto con numerosi premi, tra cui il premio come miglior attore al Thessaloniki International Film Festival del 2012 per il suo ruolo in Miłość e i premi speciali del Ministero della cultura e del patrimonio nazionale polacco del 2014. Nel 2018 le è stato conferito un riconoscimento speciale dalla giuria del Premio Zbigniew Cybulski . 

## Filmografia parziale
- In Darkness, regia di Agnieszka Holland (2011)
- Pod Mocnym Aniołem, regia di Wojciech Smarzowski (2014)
- Le donne e il desiderio (Zjednoczone Stany Miłości), regia di Tomasz Wasilewski (2016)